# Batalla de Oosterweel
La batalla de Oosterweel, librada el 13 de marzo de 1567 en la ciudad del mismo nombre, al norte de Amberes (actual Bélgica), está considerada el primer combate de la guerra de los Ochenta Años, anterior a la batalla de Heiligerlee y acontecida durante el asedio de Valenciennes (1566).
Los tercios españoles bajo el mando del general Beauvoir derrotaron a un ejército de calvinistas sublevados dirigidos por Jan de Marnix, quien resultó muerto. Los prisioneros, entre 700 y 800, fueron considerados rebeldes y ejecutados.
Guillermo de Orange, vizconde de Amberes, impidió a los habitantes de su ciudad acudir en ayuda de Oosterweel, ponderando las pocas posibilidades que tenían contra los ejércitos profesionales españoles.
- Datos: Q641757
- Multimedia: Battle of Oosterweel / Q641757